# Вычислительные машины и разум
«Вычислительные машины и разум» (англ. Computing Machinery and Intelligence) — основополагающая работа в области искусственного интеллекта, написанная английским учёным Аланом Тьюрингом и опубликованная в 1950 году в журнале «Mind», дающая широкой аудитории представление о том, что в настоящее время называется тестом Тьюринга.
В работе Тьюринга рассматривается вопрос «Могут ли машины думать?». Так как слова «машины» и «думать» не могут быть определены однозначно, Тьюринг предлагает заменить «вопрос на другой, тесно связанный с первым, но выраженный не такими двусмысленными словами.» Чтобы сделать это, автор, во-первых, находит однозначную замену слову «думать». Во-вторых, объясняет, какие именно «машины» он рассматривает. На этой основе он формулирует новый вопрос, связанный с первоначальным: может ли машина совершать действия, неотличимые от обдуманных действий. На этот вопрос, по мнению Тьюринга, можно ответить утвердительно, для чего автор показывает несостоятельность противоположных взглядов, а также описывает способ создания одной из таких машин.

## Тест Тьюринга

Стандартная интерпретация теста Тьюринга, при которой экзаменатор общается с человеком и машиной, чтобы определить, кто есть кто

Вместо того чтобы определить, могут ли машины думать, Тьюринг предлагает вопрос, могут ли машины выиграть игру, называемую «Игра-имитация». Она предполагает трёх участников: машину, человека и экзаменатора (также являющегося человеком). Экзаменатор сидит в отдельной комнате, из которой он может общаться и с машиной, и с человеком. При этом ответы должны быть представлены в текстовой форме и передаваться через телетайп или с помощью посредника. И машина, и человек пытаются убедить экзаменатора, что являются людьми. Если экзаменатор не может уверенно сказать, кто есть кто, считается, что машина выиграла игру. Это является описанием самой простой версии теста. Существуют и другие варианты теста Тьюринга.
Как отметил Стивен Харнад, вопрос стал звучать как «Могут ли машины делать то, что можем делать мы (как мыслящие создания)?». Другими словами, Тьюринг больше не спрашивает «Могут ли машины думать?», он спрашивает, может ли машина совершать действия, неотличимые от обдуманных действий. Такая постановка вопроса позволяет избежать сложных философских проблем по определению глагола «думать» и сосредоточить внимание на задачах создания и увеличения производительности, которая делает способность думать возможной.
Некоторые решили, что вопрос Тьюринга звучит лишь как «Может ли машина, сообщающаяся через телетайп, полностью обмануть человека, что она человек?». Однако Тьюринг говорит не об одурачивании людей, а о воспроизведении когнитивных способностей человека.

## Цифровые компьютеры
Тьюринг также отмечает необходимость определить, какие «машины» имеются в виду. Естественно, он исключает из класса машин людей. Клоны также не обеспечили бы интересный пример «конструирования думающей машины». Тьюринг предлагает сосредоточить внимание на возможности «цифровых компьютеров», которые манипулируют двоичными числами 1 и 0, перезаписывая их в память посредством несложных правил. Он даёт две причины для этого:
- Во-первых, в 1950 году цифровые компьютеры уже существовали.
- Во-вторых, такие компьютеры — «универсальные[1]».

Исследования Тьюринга в области теории алгоритмов доказали, что цифровой компьютер может имитировать любую дискретную машину, имея достаточные объёмы памяти и времени. (В этом заключается основная суть тезиса Чёрча — Тьюринга и универсальной машины Тьюринга.) Поэтому, если «какая-либо» цифровая машина может поступать так, как она думает, то «каждая» достаточно мощная цифровая машина также может. Тьюринг пишет, что «все цифровые компьютеры в каком-то смысле эквивалентны».
Это позволяет задать первоначальный вопрос ещё более корректно. Теперь Тьюринг определяет вопрос иначе: «Зафиксируем наше внимание на цифровом компьютере В. Действительно ли, изменяя компьютер так, чтобы иметь достаточный объём памяти, что равнозначно увеличению скорости его действий, и обеспечивая его подходящей программой, компьютер В можно сделать таким, чтобы он удовлетворительно играл и роль компьютера А в игре-имитации, и роль человека Б?». Этот вопрос, по мнению автора, стал прямым вопросом инженерии программного обеспечения.
Кроме того, Тьюринг утверждает, что надо «не спрашивать, все ли компьютеры преуспели бы в игре и все ли существующие компьютеры преуспели бы, а могли бы преуспеть в ней воображаемые компьютеры». Это наиболее важно для того, чтобы рассматривать возможность достижения «думающей машины» независимо от того, имеются ли в настоящее время необходимые для неё ресурсы или нет.

## Противоположные взгляды
Определив вопрос, Тьюринг возвращается к ответу на него: он рассматривает 9 основных противоположных взглядов, которые включают все главные аргументы против искусственного интеллекта, имевшиеся до первой публикации статьи.
1. Теологический аргумент: Здесь говорится о том, что мышление есть функция бессмертной души человека, поэтому ни одна машина не способна думать. Тьюринг в ответ пишет: «Пытаясь сконструировать подобные машины, мы не должны бесцеремонно узурпировать Его власть дарования души, подобно тому, как мы не делаем этого, производя на свет детей. В обоих случаях мы являемся скорее Его инструментами, создавая вместилища для созданных Им душ[1].»
2. Аргумент «голова в песке»: «Последствия машинного мышления были бы слишком ужасны. Давайте же надеяться, что машины ни на что подобное не способны.» Это мнение больше всего распространено у интеллектуалов, так как они считают человека выше остальных созданий по причине его способности мыслить. Тьюринг не считает данный аргумент достаточно обоснованным, чтобы заслуживать опровержения.
3. Математическое возражение: Это возражение использует математические теоремы такие, как теорема Гёделя о неполноте, чтобы показать, что существует предел для вопросов, на которые может ответить компьютер, основанный на логике. Тьюринг говорит о том, что люди сами часто дают неверные ответы на вопросы, поэтому радость по поводу слабости машины не может быть оправданной. (Этот же аргумент был приведён философом Джоном Лукасом[англ.][4] в 1961 году и физиком Роджером Пенроузом[5] в 1989.)
4. Аргумент от сознания: Этот аргумент выражен в Листерской Речи профессора Джефферсона в 1949 году: «Пока машина не напишет сонета или концерта, вдохновленного чувствами, а не полученного в результате случайного сочетания символов, мы не сможем согласиться с тем, что машина равна мозгу[6].» Тьюринг отвечает, что для того, чтобы убедиться в том, что человек мыслит, необходимо стать именно этим человеком. Потому и убедиться в том, что машина думает, можно лишь став машиной. Он добавляет: «Я не хочу сказать, что в сознании нет ничего таинственного. <…> Но я не думаю, что все эти тайны должны быть непременно раскрыты прежде, чем мы сможем ответить на интересующий нас в этой статье вопрос[1].»
5. Аргумент от различных ограниченных способностей: Этот аргумент выглядит как: «Хорошо, я согласен, что вы можете создать машины, делающие всё, о чём вы упомянули, но вы никогда не заставите машину проделать X.» Тьюринг приводит примеры:Быть доброй, изобретательной, красивой, дружелюбной… быть инициативной, иметь чувство юмора, отличать добро от зла, делать ошибки… влюбляться, наслаждаться клубникой со взбитыми сливками… влюбить кого-нибудь в себя, учиться на опыте… правильно использовать слова, думать о себе… выказывать такое же разнообразное поведение, как человек, создавать нечто новое.Тьюринг замечает, что обычно это голословные утверждения. Все они зависят от наивных предположений, какими могут быть будущие машины, и являющимися «скрытыми аргументами от сознания». Он предлагает решения на некоторые из них:
  1. Машина не способна ошибаться. Достаточно просто запрограммировать машину, делающую ошибки.
  2. Машина не может являться предметом своих собственных мыслей. Программа, которая может сообщать о своих внутренних состояниях и процессах, она же программа-отладчик, может быть безусловно написана. Тьюринг утверждает, что «машина несомненно может являться собственным предметным содержанием».
  3. У машины не может быть разнообразного поведения. Он отмечает, что компьютер с достаточно большой памятью может обладать астрономическим числом действий.
6. Аргумент леди Лавлейс: Одним из самых популярных возражений является то, что машина не способна быть оригинальной. Согласно Аде Лавлейс, это происходит из-за неспособности машин к самостоятельному обучению.Аналитическая машина не претендует на создание чего-либо нового. Машина может выполнить все то, что мы умеем ей предписать. Она может следовать анализу, но она не может предугадать какие-либо аналитические зависимости или истины. Функции машины заключаются в том, чтобы помочь нам получить то, с чем мы уже знакомы. Тьюринг говорит о том, что возражение Лавлейс можно свести к утверждению, что машина «не способна нас удивить», на которое можно прямо ответить, что машины удивляют людей очень часто. В частности, потому что последствия некоторых фактов не могут быть точно определены. Тьюринг также отмечает, что имевшаяся у леди Лавлейс информация о машинах не позволяла ей представить, что память человеческого мозга очень схожа с памятью компьютера.
7. Аргумент от непрерывности нервной системы: Современные неврологические исследования показывают, что информация в нервной системе не представлена в цифровом виде. «Малейшая ошибка в интенсивности нервного импульса в одном из нейронов может вызвать значительную разницу в выходящем импульсе. Имея это в виду, можно утверждать, что невозможно имитировать поведение нервной системы с помощью какой-либо дискретной машины.»[1] Тьюринг признает это, но утверждает, что любая непрерывная система может быть смоделирована с достаточно большой степенью точности в цифровом компьютере. (Философ Хьюберт Дрейфус выдвинул этот аргумент против «биологического предположения» в 1972 году[7].)
8. Аргумент от неформального поведения: Этот аргумент гласит, что любая система, действующая по законам, будет предсказуема, поэтому её нельзя назвать поистине интеллектуальной. Тьюринг отмечает, что возникает путаница между «правилами поведения» и «законами поведения». Если масштаб действий машины будет достаточно большим (как у человека), её поведение будет очень сложно предсказать. Он утверждает, что если в поведении человека нельзя увидеть закона, это не означает, что его не существует. Он пишет: "Единственная дорога к познанию этих законов лежит через научное наблюдение, и мы ни при каких обстоятельствах не можем сказать: «Мы искали достаточно. Таких законов не существует[1].» В 1972 году Хьюберт Дрейфус заявил, что поступки и решения проблем человеком не основаны на формальных правилах, вместо этого используется инстинкт и осознание, которые никогда не могут быть выражены через правила[7]. Последующие исследования искусственного интеллекта в роботехнике и вычислительном интеллекте пытаются выявить более сложные правила, которые управляют нашим «неформальным» поведением и неосознанными навыками к восприятию и мобильности.
9. Аргумент от экстрасенсорного восприятия: В 1950 году экстрасенсорное восприятие являлось активной областью исследований, и Тьюринг также выделяет ему важное место, утверждая, что все условия теста были бы выполнены при отсутствии влияния телепатии.

## Обучающиеся машины
Последний раздел статьи Тьюринг начинает с оценки возможности разработки думающих машин с точки зрения инженерии и программирования. Для игры-имитации, по его мнению, требуемая ёмкость памяти техники тех лет представлялась вполне осуществимой, а в увеличении скорости операций не было необходимости. Важнее была задача составить для этого машинную программу. «Пытаясь имитировать ум взрослого человека, мы вынуждены много размышлять о том процессе, в результате которого человеческий интеллект достиг своего нынешнего состояния.» Автор выделяет здесь три компонента:
1. первоначальное состояние ума;
2. воспитание;
3. опыт, который нельзя назвать воспитанием.

Чтобы избежать программирования такого состояния, Тьюринг предлагает написать программу, которая бы имитировала ум ребёнка, и программу, выполняющую воспитание. Расчёт автора в том, что механизм в мозгу ребёнка несложен, и устройство, подобное ему, может быть легко запрограммировано, хотя и не с первой попытки. Предложенный процесс воспитания частично основан на методе наказаний и поощрений. 
В этом случае машину следует устроить таким образом, чтобы поступление в неё сигнала-«наказания» приводило к резкому уменьшению вероятности повторения тех реакций машины, которые непосредственно предшествовали этому сигналу, в то время как сигнал-«поощрение», наоборот, увеличивал бы вероятность тех реакций, которые ему предшествовали (которые его «вызвали»).
 Для увеличения сложности «машины-ребенка» Тьюринг предлагает «встраивать» в неё систему логических выводов, которая необязательно бы удовлетворял принципам строгих логиков, например «иерархии типов».
Важной особенностью такой обучающейся машины является то, что учитель лишь с некоторой вероятностью может предсказывать её поведение. Отступление от абсолютно детерминированного поведения, по-видимому, и является проявлением интеллекта. Ещё одним важным результатом обучения является то, что ошибки будут совершаться естественным образом, а не «натаскиванием» с целью запутать экзаменатора игры-имитации.

## Признание и критика работы
С момента публикации статьи «она стала одной и наиболее перепечатываемых, цитируемых, упоминаемых, неверно цитируемых, перефразируемых, и вообще заметных философских статей, когда-либо опубликованных. Она повлияла на множество интеллектуальных дисциплин — искусственный интеллект, робототехника, эпистемология, философия разума — и помогла сформировать общественное мнение таким, какое оно есть сейчас, о границах и возможностях нечеловеческого, человеком созданного, искусственного „интеллекта“.»
На протяжении 50-х — 60-х годов заслуживающие внимания аргументы против возможности создания машины, способной думать, встречались относительно редко. Даже имеющиеся возражения не выглядели достаточно убедительными ни с эволюционной, ни с логической точки зрения и не оказывали сдерживающего влияния на исследования в области искусственного интеллекта.
В 1972 году Хьюберт Дрейфус опубликовал книгу «Чего не могут компьютеры», в которой резко критиковались проявления разума у существующих систем искусственного интеллекта. По его мнению, в моделях отсутствовал тот огромный запас неформализованных знаний о мире, которым располагает любой человек, а также способность, присущая здравому рассудку, опираться на те или иные составляющие этих знаний. Дрейфус не отрицал принципиальной возможности создания искусственной физической системы, способной мыслить, но он весьма критически отнесся к идее Тьюринга, что это может быть достигнуто путём манипулирования символами с помощью рекурсивно применяемых правил.
Однако и эти возражения специалистами по искусственному интеллекту и философами не были приняты и не повлияли на дальнейшее развитие исследований в области. Преодоление проблем, описанных Дрейфусом, считали возможным в будущем, после создания более мощных машин и более качественных программ.
Но в конце 70-х — начале 80-х годов увеличение быстродействия и объёма памяти компьютеров повысило их «умственные способности» ненамного. Для получения практически достоверных результатов нужно было затрачивать намного больше времени, чем требуемое для тех же задач биологическим системам. Столь медленные процессы моделирования настораживали некоторых специалистов, работающих в области искусственного интеллекта.
В 1980 году Джон Сирл в статье «Разум мозга — компьютерная программа?» высказал принципиально новую критическую концепцию, ставившую под сомнение само фундаментальное предположение классической программы исследований по искусственному интеллекту, а именно — идею о том, что правильное манипулирование структурированными символами путём рекурсивного применения правил, учитывающих их структуру, может составлять сущность сознательного разума.

Свои рассуждения Сирл объяснил на эксперименте, называемом «китайской комнатой». Его смысл заключается в том, что машина, способная пройти тест Тьюринга, манипулирует символами, но не может придать им какой бы то ни было смысл. Он ставит вопрос, почему вообще компьютерное моделирование человеческого мышления считается полностью ему идентичным и почему в этом случае может возникнуть разумное поведение. 
Никто не думает, что компьютерная модель пищеварения способна что-то переварить на самом деле, но там, где речь идет о мышлении, люди охотно верят в такие чудеса, потому что забывают о том, что разум — это такое же биологическое явление, как и пищеварение.
В отличие от Тьюринга, Сирл не считал, что мышление сводится к программам, в то же время, не отрицал самой возможности создания искусственной мыслящей системы. «Китайская комната», предложенная Сирлом, подняла много критики, уточнений и обсуждений, которые все же ничего не разъяснили в поднятых вопросах и не привели к объединению различных мнений.

Для демонстрации создаваемых думающих машин в 1991 году бизнесмен Хью Лёбнер основал и субсидировал ежегодный конкурс, чтобы определить и наградить премией компьютерную программу, которая в большей степени удовлетворительно проходит тест Тьюринга. Однако за всё время проведения конкурса программы оставались достаточно простодушными и не показывали большого стремления к прогрессу. Относительно этих попыток пройти тест Тьюринга, профессор физики Марк Халперн в своей статье «Неладное с тестом Тьюринга» говорит: 
Конечно, невозможность пройти тест Тьюринга является эмпирическим фактом, который завтра может измениться на противоположный; что более серьезно — так это то, что для большего и большего числа наблюдателей становится ясно, что даже если это произойдет, этот успех не будет означать то, что Тьюринг и его последователи имели в виду: даже осмысленные ответы на вопросы испытателя не доказывают присутствия активного интеллекта в устройстве, через который эти ответы проходят.